# Almost Honest
Almost Honest — второй сингл американской хэви-метал-группы Megadeth с альбома Cryptic Writings. Сингл вышел в сентябре 1997 года. Песня вошла в сборник Capitol Punishment: The Megadeth Years и бокс-сет Warchest. В чарте Mainstream Rock Tracks композиция добралась до восьмой строчки .

## Тематика лирики
В песне «Almost Honest» раскрывается та же проблема, что и в сингле «Trust». Здесь речь идёт о парне, который вступает в несерьезные отношения. Он не любит девушку и остаётся с ней только по сексуальным мотивам. Но, когда девушка узнает об этом, отношения разрушаются. Сам парень осознает, что он всё-таки её любит. Таким образом, он был «почти честным» («Almost Honest»), но она больше не хочет его видеть .

## Список композиций
1. «Almost Honest» — 4:09

## Участники записи
- Дэйв Мастейн — ритм-гитара, вокал
- Марти Фридмен — соло-гитара
- Дэвид Эллефсон — бас-гитара
- Ник Менца — барабаны